# Dissanthelium
Dissanthelium és un gènere de plantes de la família de les poàcies, ordre de les poals, subclasse de les commelínides, classe de les liliòpsides, divisió dels magnoliofitins.

## Taxonomia
- Dissanthelium aequale Swallen & Tovar
- Dissanthelium amplivaginatum Tovar
- Dissanthelium atropidiforme (Hack.) Soreng
  - Dissanthelium atropidiforme var. atropidiforme
  - Dissanthelium atropidiforme var. patagonicum (Parodi) Soreng
- Dissanthelium breve Swallen & Tovar
- Dissanthelium brevifolium Swallen & Tovar
- Dissanthelium californicum (Nutt.) Benth.
- Dissanthelium calycinum (J. Presl) Hitchc.
  -     - Dissanthelium calycinum subsp. calycinum
    - Dissanthelium calycinum subsp. mathewsii (Ball) Soreng
- Dissanthelium densum Swallen & Tovar
- Dissanthelium expansum Swallen & Tovar
- Dissanthelium laxifolium Swallen & Tovar
- Dissanthelium longifolium Tovar
- Dissanthelium longiligulatum Swallen & Tovar
- Dissanthelium macusaniense (E.H.L. Krause) R.C. Foster & L.B. Sm.
- Dissanthelium mathewsii (Ball) R.C. Foster & L.B. Sm.
- Dissanthelium minimum Pilg.
- Dissanthelium patagonicum Parodi
- Dissanthelium peruvianum (Nees & Meyen) Pilg.
- Dissanthelium pygmaeum Swallen & Tovar
- Dissanthelium rauhii Swallen & Tovar
- Dissanthelium sclerochloides Steud. ex E. Fourn.
- Dissanthelium semitectum Swallen & Tovar
- Dissanthelium supinum Trin.
- Dissanthelium trollii Pilg.

(vegeu-ne una relació més exhaustiva a Wikispecies)

## Sinònims
Graminastrum E. H. L. Krause, 
Phalaridium Nees & Meyen, 
Stenochloa Nutt.